# 水亭駅
水亭駅（スジョンえき）は、大韓民国釜山広域市北区にある釜山交通公社2号線の駅である。駅番号は234。「放送通信大学校」を副駅名としている。

## 駅構造
相対式ホーム2面2線の地下駅。フルスクリーンタイプのホームドアが設置されている。

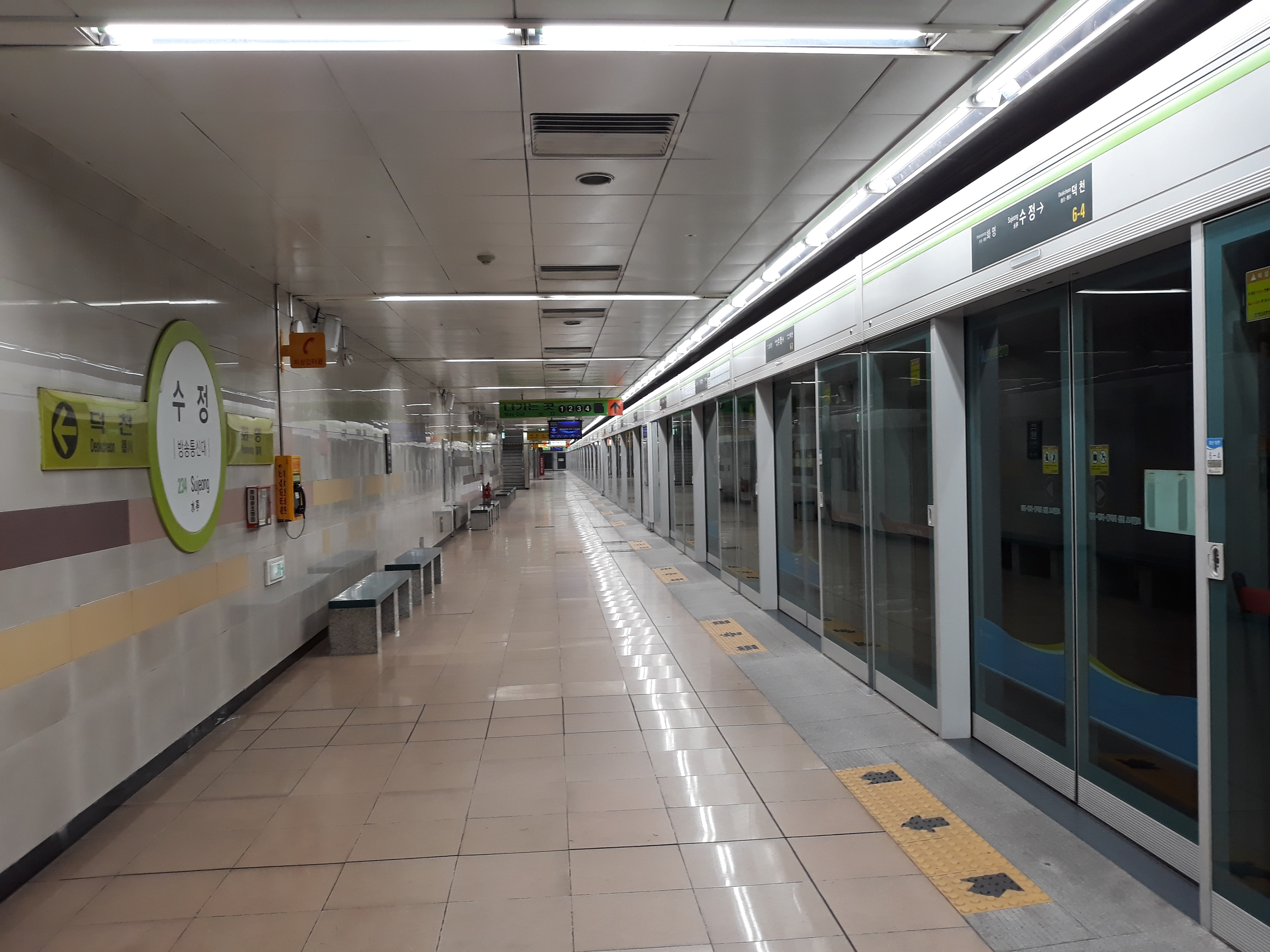
上りホーム（2018年5月）
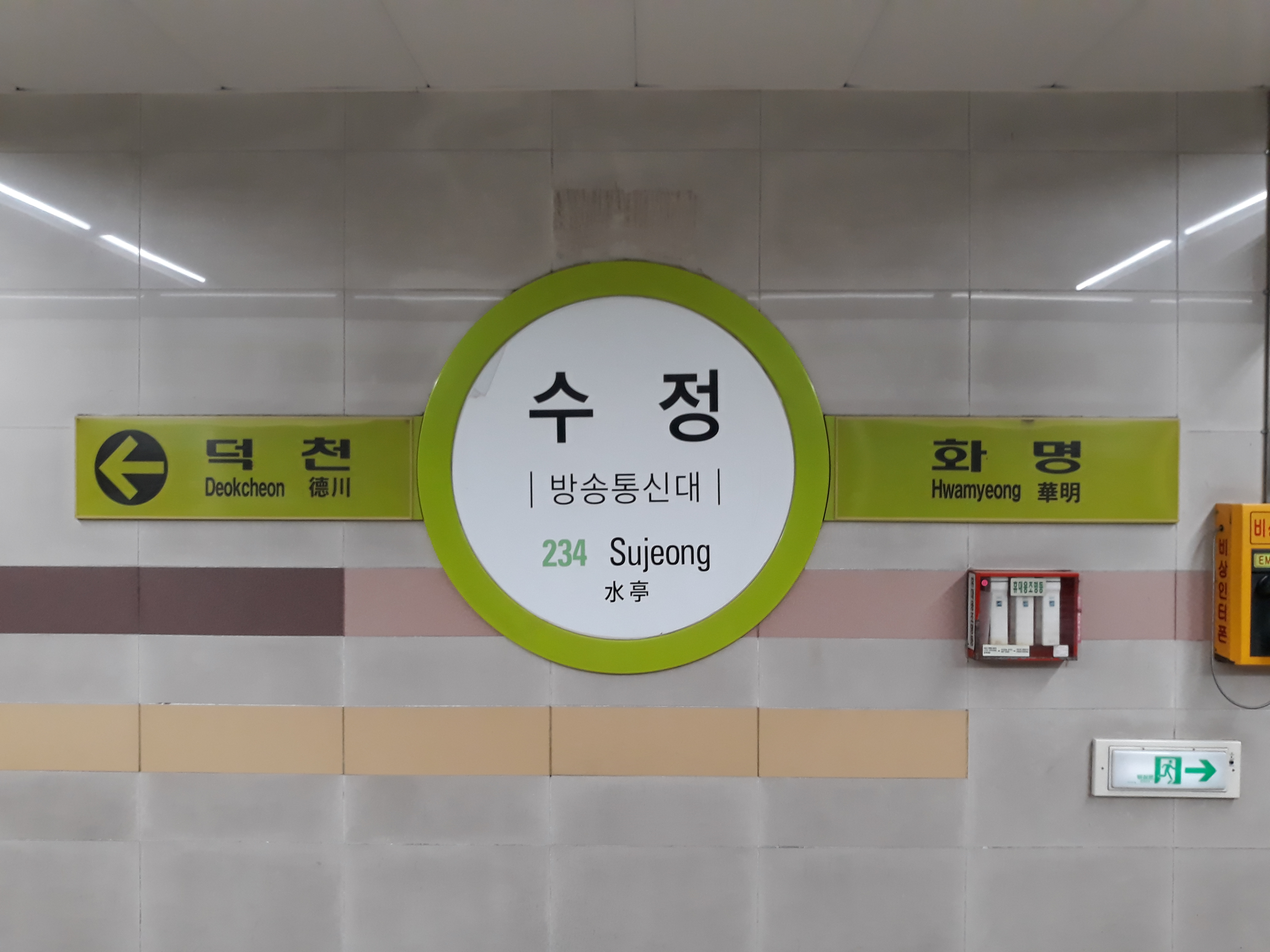
駅名標

### のりば
| 上り | 2号線 | 萇山方面 |
| 下り | 2号線 | 梁山方面 |

## 歴史
- 1999年6月30日 - 開業。

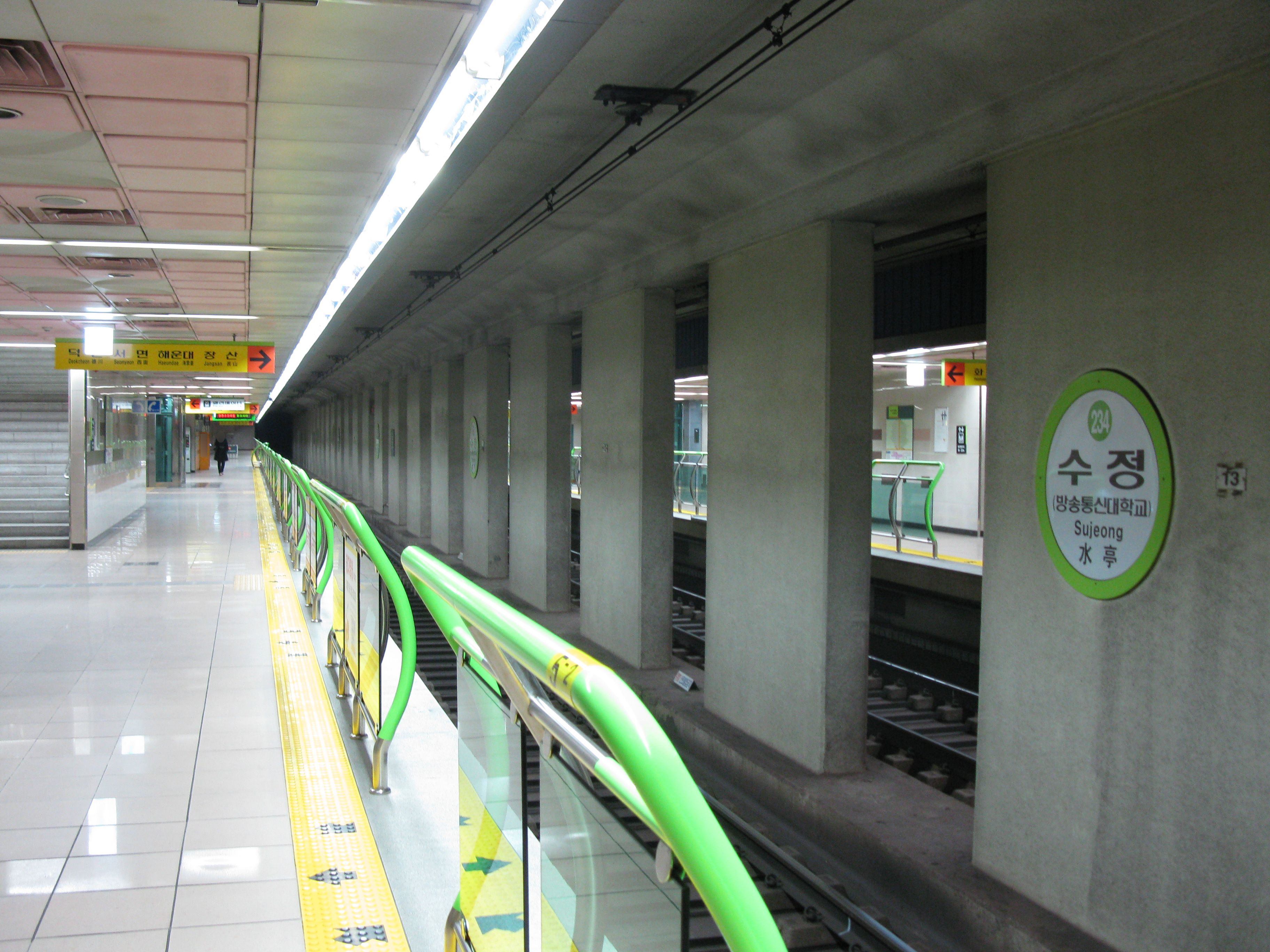
ホームドア設置前の上りホーム（2009年2月）

## 駅周辺
- 北部消防署華明119安全センター
- 明徳初等学校
- 龍水初等学校
- 洛東高等学校
- 韓国放送通信大学校
- 釜山華明洞郵便局

## 隣の駅
釜山交通公社
 2号線
徳川駅 (233) - 水亭駅 (234) - 華明駅 (235)